# Efectul de picătură neagră

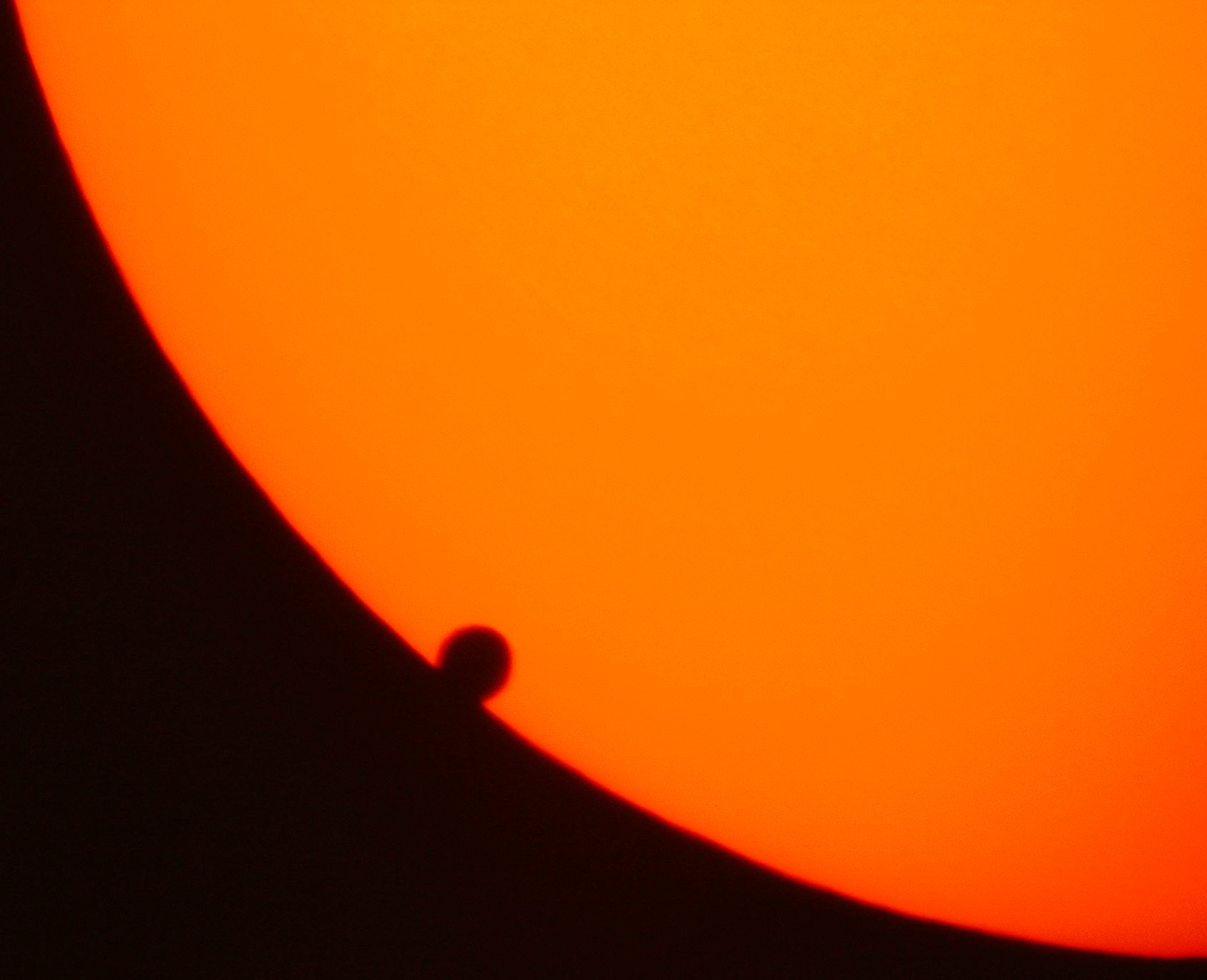
Efectul de picătură neagră observat în timpul tranzitului lui Venus din 8 iunie 2004.

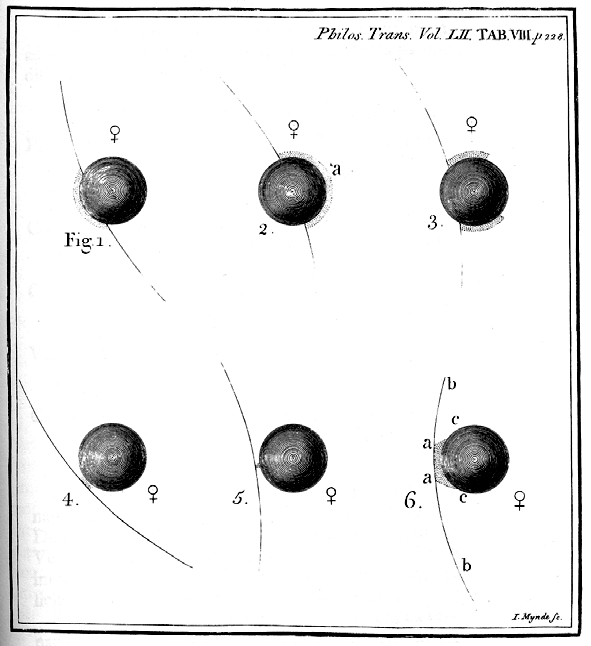
Efectul de picătură neagră descris de Torbern Bergman, în urma observării tranzitului lui Venus din 1761.

Efectul de picătură neagră este un efect al difracției instrumentelor optice (a nu se confunda cu difracția atmosferică) observabil, de exemplu, în timpul tranzitelor lui Venus și într-o mai mică măsură în timpul tranzitelor lui Mercur prin fața Soarelui.

## Desfășurare
În timpul unui tranzit astronomic, chiar imediat după al doilea contact și chiar înainte de cel de al treilea contact, o mică lacrimă neagră pare să conecteze discul planetei cu frontiera limbului solar, făcând imposibilă cronometrarea precisă a acestor două contacte. Acest lucru a împiedicat calcularea, în mod precis, a valorii unității astronomice, în timpul observării tranzitelor lui Venus din secolul al XVIII-lea.

## Istoric
Efectul de picătură neagră, observat pentru prima oară în timpul tranzitului lui Mercur din 1677, a fost mult timp atribuit atmosferei groase a lui Venus și considerat prima dovadă a existenței acestei atmosfere.
O experiență a lui Charles Wolf la Collège de France în 1874 a stabilit că apertura telescoapelor și calitatea opticii sunt factori de intensitate a efectului, primul pas spre o interpretare corectă a fenomenului printr-un efect de difracție, constatabil cu ușurință, de exemplu observând două degete care se apropie în fața unei surse de lumină. O explicație simplă a lui Danjon și Couderc poate fi găsită în referință.

## Mecanism
Orice instrument optic dă unui punct luminos o imagine circulară numită și spot Airy, cu atât mai extinsă cu cât diametrul instrumentului este mic. Este o lege fundamentală a opticii, care provine din natura ondulatorie a luminii. Dacă aplicăm această transformare (funcția de transfer) la toate punctele imaginii teoretice ideale a unui disc negru tangent mic în interiorul unui disc alb mare, obținem o picătură neagră.
Pe această excelentă imagine luată prin telescopul solar al Academiei Regale Suedeze de Științe în timpul tranzitului lui Venus din 2004, nu se observă niciun semn de picătură neagră: cu o oglindă cu diametrul de 1 metru, spotul Airy al unui asemenea instrument (0,15 secunde de arc) este mic în comparație cu diametrul aparent al planetei Venus (~60 se secunde de arc în timpul tranzitului) și nu generează efectul de „picătură neagră”. 
Prin urmare, nu are nimic de-a face cu atmosfera planetei în tranzit, dar depinde în esență de rezoluția
instrumentul folosit și calitatea cerului în care se face observația (un cer turbulent poate accentua fenomenul).
Instrumentele de calitate sunt acum difuzate pe scară largă, la prețuri care le fac accesibile unui mare număr de astronomi, așa cum s-a întâmplat în timpul tranzitului lui Venus din 8 iunie 2004, numeroși observatori au raportat că nu au observat niciun fenomen de picătură neagră sau, eventual, de o importanță mult mai mică decât cele din secolele precedente.
În timp ce fenomenul și cauzele sale au fost cunoscute și interpretate corect de zeci de ani, fenomenul picăturii negre continuă, în mod inexplicabil, să alimenteze dezbateri și discuții despre presupusa sa origine.